# Piper jauaense
Piper jauaense är en pepparväxtart som beskrevs av J.A. Steyermark. Piper jauaense ingår i släktet Piper och familjen pepparväxter. Inga underarter finns listade i Catalogue of Life.